# Irène Bonnaud
Pour les articles homonymes, voir Bonnaud.
Irène Bonnaud, née le 22 mai 1971 à Paris, est une metteuse en scène et traductrice française. 
Elle est la fille de l’historien et militant anticolonialiste Robert Bonnaud et la sœur du journaliste Frédéric Bonnaud.

## Biographie

### Formation
Élève de l’École normale supérieure de la rue d'Ulm, elle est reçue à l'agrégation de lettres modernes (major, 1994), puis fait plusieurs séjours d’études en Allemagne (Tübingen, Berlin) et aux États-Unis (Stanford), avant de soutenir en 2001 une thèse de doctorat intitulée Brecht, période américaine, 1941-1947. 
Ses travaux donnent un éclairage sur les relations de Brecht avec le milieu théâtral new-yorkais, avec les studios d’Hollywood, sur la fascination du dramaturge pour des formes de divertissement typiquement américaines comme la comédie musicale, le burlesque ou le film de gangsters ; ils réévaluent aussi l’apport décisif de Brecht au scénario du film Les bourreaux meurent aussi, écrit en collaboration avec Fritz Lang.

### Mises en scène de théâtre et d’opéra
Après plusieurs mises en scène de théâtre universitaire consacrées au répertoire contemporain (Heiner Müller, Bernard-Marie Koltès, Valère Novarina), elle crée That Corpse, son premier spectacle professionnel aux Subsistances à Lyon lors d’un festival voué à Heiner Müller, la Müller Factory.
Lausanne
Remarquée par René Gonzalez, elle signe ensuite des mises en scènes au théâtre Vidy-Lausanne (la création française de Tracteur de Heiner Müller, Lenz d’après Georg Büchner) et elle crée la compagnie 813 dont elle est la directrice artistique. Elle rassemble autour d’elle une équipe de collaborateurs qui participeront à la plupart de ses spectacles : Nathalie Prats (costumes), Claire Le Gal (scénographie), Daniel Levy (lumière), Catherine Saint-Sever (coiffures et maquillage), Alain Gravier (son), Christophe Boisson (régie), et des comédiens qu’elle retrouvera de création en création comme Dan Artus, Sophie-Aude Picon, François Chattot, ou Roland Sassi.
Dijon
En 2007, elle devient « artiste associée » au théâtre Dijon-Bourgogne. Elle inaugure le premier mandat de François Chattot à la direction du théâtre avec la création française de Music hall 56 / The Entertainer de John Osborne, qui voit l’acteur reprendre le rôle mythique créé par Laurence Olivier. Elle met en scène Le Prince travesti de Marivaux et La Charrue et les étoiles de Seán O'Casey qui remporte un grand succès public et critique. 
Comédie-Française et Opéra de Paris
Elle dirige ensuite la troupe de la Comédie-Française dans Fanny de Marcel Pagnol (théâtre du Vieux-Colombier) qui entre ainsi pour la première fois au répertoire des Comédiens Français. 
Abordant la mise en scène d’opéra, elle dirige les solistes de l’Atelier lyrique de l’Opéra national de Paris dans l’opéra-bouffe Les Troqueurs d’Antoine Dauvergne, puis en décembre 2010 dans Street Scene, l’unique opéra américain de Kurt Weill. 
Thionville
En résidence au NEST - CDN de Thionville-Lorraine, elle met en scène Soleil couchant d’Isaac Babel et Iroquois, production franco-allemande conçue avec l’écrivain Claudius Lünstedt.
Lille
À l’invitation de Stuart Seide, elle est artiste associée au théâtre du Nord à Lille où, en mars 2013, elle crée Retour à Argos, sur des textes d’Eschyle et de Violaine Schwartz, et Conversation en Sicile, d'Elio Vittorini avec Catherine Ferran et Jonathan Heckel. 
Besançon
En résidence au CDN de Besançon, elle crée deux spectacles sur des textes de Violaine Schwartz, autour de l'industrie textile et de la mémoire ouvrière, Tableaux de Weil et Comment on freine (textes publiés chez P.O.L.). 
Athènes
En 2016, elle inaugure une collaboration avec le KET (Kypseli - Athènes) où elle créé, en grec moderne, Guerre des paysages, d'après le livre d'Ilias Poulos Tachkent-Mémoires en exil et des textes de Dimitris Alexakis. Des représentations ont lieu en France, au festival de la Comédie de Reims, Scènes d'Europe, en février 2018, et au Théâtre La Commune d'Aubervilliers. Une nouvelle création, consacrée à la communauté juive romaniote de Ioannina (Epire) et sa déportation à Auschwitz-Birkenau le 25 mars 1944, C'était un samedi, a lieu le 31 octobre 2020 à Athènes, elle est jouée aussi en 2021 au festival Sens Interdits à Lyon, à la Biennale des arts de la scène en Méditerranée de Montpellier, à Aubervilliers, Nice, Chateauvallon..Une nouvelle tournée française est prévue en 2023. 
C'était un samedi est aussi le premier texte écrit pour la scène par Irène Bonnaud. Il est publié en janvier 2023 aux éditions Koukkida à Athènes dans une traduction grecque de Fotini Banou. 

#### Festival d'Avignon
En 2019, elle signe le spectacle itinérant du Festival d'Avignon avec Amitié, montage de textes de Pier Paolo Pasolini et Eduardo de Filippo, avec Martine Schambacher, François Chattot et Jacques Mazeran. 

## Traductions
Du grec ancien
- Les Tragédies complètes de Sophocle, tome 1 et 2 : Antigone, Ajax, Electre, La Mort d'Héraklès (Les Trachiniennes), Philoctète, Œdipe à Colone, Œdipe chef de la cité
- Iphigénie chez les Taures d’Euripide,
- Les Exilées d’Eschyle
- Prométhée enchaîné d'Eschyle

Ces traductions sont publiées ou à paraître aux Solitaires Intempestifs.
De l’allemand
- La Déplacée de Heiner Müller (Editions de Minuit)
- La Construction de Heiner Müller (Théâtrales)
- Johann Faustus de Hanns Eisler (Théâtrales)
- Lenz de Georg Büchner (Solitaires Intempestifs)

De l’anglais
- Antoine et Cléopâtre de William Shakespeare (Solitaires Intempestifs)

Elle a aussi répondu à des commandes de traduction d’autres metteurs en scène, comme Matthias Langhoff pour son Cabaret Hamlet (Shakespeare-Müller-Langhoff) et pour Corps étranger (Manfred Karge), Gwenaël Morin (cinq pièces de Sophocle), Jean Boillot pour Mère Courage (Brecht), Marie-José Malis (Catherine de Sienne, JMR Lenz), Célie Pauthe pour Antoine et Cleopatre (Shakespeare), Aurélia Guillet pour Les Irresponsables (Hermann Broch)  .  
Elle est membre du comité allemand de la Maison Antoine-Vitez-Centre international de traduction théâtrale.

## Engagement militant
Elle milite depuis longtemps pour les droits des chômeurs, intermittents et précaires, d'abord à AC! (Agir ensemble contre le chômage), puis à la Coordination des Intermittents et Précaires Île-de-France. Elle cosigne ainsi une tribune dans Le Monde contre la convention chômage 2014. En mai 2018, Irène Bonnaud est signataire d’une pétition en collaboration avec des personnalités issues du monde de la culture pour boycotter la saison culturelle croisée "France-Israël", qui selon l'objet de la pétition sert de «vitrine» à l'État d'Israël au détriment du peuple palestinien.

## Sources
- Jean-Pierre Thibaudat, « Zeus, Eschyle et Irène Bonnaud face aux demandeurs d'asile », sur le site Rue 89, 2 avril 2013
- Armelle Héliot, « Rencontre avec Irène Bonnaud / L’intelligence et la sensibilité réunies », dans L’Avant-scène Théâtre
- AFP, « Avec Fanny, Pagnol entre à la Comédie-Française »
- Renaud Machart, « Exercice d'art lyrique avec Kurt Weill », Le Monde, 24 décembre 2010.
- Jean-Pierre Thibaudat, « Quand Irène Bonnaud relit O’Casey », sur le site Rue 89, 28 février 2009
- Mathilde de la Bardonnie, « A Montreuil, une star Osborne », dans Libération, 28 mars 2007
- Michel Cournot, Les Collages de Heiner Müller, Le Monde.